# Elsa Beatriz Ruiz Díaz
Elsa Beatriz Ruiz Díaz (Victoria, 25 de enero de 1952) es una docente y política argentina del Partido Justicialista, que se desempeñó como senadora nacional por la provincia de Entre Ríos entre 2011 y 2013.

## Biografía
Oriunda de Victoria (Entre Ríos), ejerció la docencia y se desempeñó en dos oportunidades como directora de escuelas del departamento Victoria.
En las elecciones legislativas de 2007, fue candidata a senadora nacional suplente por la provincia de Entre Ríos en la lista del Frente para la Victoria. Asumió como tal en 2011, reemplazando a Blanca Inés Osuna, quien fuera elegida intendenta de la ciudad de Paraná, completando su mandato hasta 2013.
Fue vocal en las comisiones de Seguridad Interior y Narcotráfico; de Salud y Deporte; de Turismo; de Ciencia y Tecnología; de Educación y Cultura; y Banca de la Mujer. También integró el Parlamento del Mercosur por Argentina.
Tras su paso por el Senado, fue contratada por el entonces presidente de la cámara Amado Boudou en la planta temporaria de la misma. A la par de su sueldo, continuó cobrando su jubilación como docente de la Caja de Jubilaciones de Entre Ríos (que data desde 1994), siendo denunciada por violar la ley provincial de jubilaciones. En diciembre de 2020, fue condenada por «defraudación a la administración pública» por el juzgado de Garantías N.°2 de Paraná. En la sentencia, recibió prisión condicional de dos años y fue inhabilitada para ejercer cargos públicos.